# Maury Chaykin
Maury Alan Chaykin (New York, 27 luglio 1949 – Toronto, 27 luglio 2010) è stato un attore canadese.

## Biografia
Nato a New York, è stato un attore caratterista per il cinema e per la televisione, ricordato soprattutto per la sua fugace interpretazione in Balla coi lupi (1990) e per la sua interpretazione del detective Nero Wolfe nel film TV The Golden Spiders: A Nero Wolfe Mystery (2000) e nella serie televisiva A Nero Wolfe Mystery (2001-2002) entrambe al fianco di Timothy Hutton nel ruolo di Archie Goodwin.
Dopo aver divorziato dalla prima moglie, la produttrice cinematografica Ilana Frank, si è risposato con l'attrice Susannah Hoffman, da cui ha avuto una figlia, Rose.
Morì per un'infezione ad una valvola cardiaca il 27 luglio 2010, giorno del suo 61º compleanno.

## Filmografia
- Me, regia di John Palmer (1975)
- Doppio negativo (Double Negative), regia di George Bloomfield (1980)
- Niente di personale (Nothing Personal), regia di George Bloomfield (1980)
- Rapimento di un presidente (The Kidnapping of the President), regia di George Mendeluk (1980)
- Caccia selvaggia (Death Hunt), regia di Peter Hunt (1981)
- Soup for One, regia di Jonathan Kaufer (1982)
- Scontro al vertice (Highpoint), regia di Peter Carter (1982)
- Curtains, regia di Richard Ciupka (1983)
- Wargames - Giochi di guerra (WarGames), regia di John Badham (1983)
- Di origine sconosciuta (Of Unknown Origin), regia di George P. Cosmatos (1983)
- Harry & Son, regia di Paul Newman (1984)
- Fuga d'inverno (Mrs. Soffel), regia di Gillian Armstrong (1984)
- Turk 182!, regia di Bob Clark (1985)
- Def-Con 4, regia di Paul Donovan, Digby Cook e Tony Randel (1985)
- Canada's Sweetheart: The Saga of Hal C. Banks - film TV (1985)
- Meatballs - Porcelloni in vacanza (Meatballs III: Summer Job), regia di George Mendeluk (1986)
- The Vindicator, regia di Jean-Claude Lord (1986)
- Future Block, regia di Kevin McCracken - cortometraggio (1987) (voce)
- La finestra della camera da letto (The Bedroom Window), regia di Curtis Hanson (1987)
- Wild Thing, regia di Max Reid (1987)
- Senza respiro (Nowhere to Hide), regia di Mario Azzopardi (1987)
- Hearts of Fire, regia di Richard Marquand (1987)
- Caribe, regia di Michael Kennedy (1987)
- Higher Education, regia di John Sheppard (1988)
- Un gentleman a New York (Stars and Bars), regia di Pat O'Connor (1988)
- Aquile d'attacco (Iron Eagle II), regia di Sidney J. Furie (1988)
- I gemelli (Twins), regia di Ivan Reitman (1988)
- Cold Comfort, regia di Vic Sarin (1989)
- L'isola di George (George's Island), regia di Paul Donovan (1989)
- Millennium, regia di Michael Anderson (1989)
- Ladro e gentiluomo (Breaking In), regia di Bill Forsyth (1989)
- Dalla parte del cuore (Where the Heart Is), regia di John Boorman (1990)
- Mr. Destiny, regia di James Orr (1990)
- Balla coi lupi (Dances with Wolves), regia di Kevin Costner (1990)
- The Pianist, regia di Claude Gagnon (1991)
- En passant, episodio di Montréal vu par..., regia di Atom Egoyan (1991)
- Il perito (The Adjuster), regia di Atom Egoyan (1991)
- Mio cugino Vincenzo (My Cousin Vinny), regia di Jonathan Lynn (1992)
- Fuga per un sogno (Leaving Normal), regia di Edward Zwick (1992)
- Buried on Sunday, regia di Paul Donovan (1992)
- Eroe per caso (Hero), regia di Stephen Frears (1992)
- Sommersby, regia di Jon Amiel (1993)
- Milionario per caso (Money for Nothing), regia di Ramón Menéndez (1993)
- Una strana coppia di svitati (Josh and S.A.M.), regia di Billy Weber (1993)
- Beethoven 2 (Beethoven's 2nd), regia di Rod Daniel (1993)
- Transplant, regia di Bradley Walsh (1994)
- Exotica, regia di Atom Egoyan (1994) (non accreditato)
- Whale Music, regia di Richard J. Lewis (1994)
- Camilla, regia di Deepa Mehta (1994)
- Eroi di tutti i giorni (Unstrung Heroes), regia di Diane Keaton (1995)
- Il diavolo in blu (Devil in a Blue Dress), regia di Carl Franklin (1995)
- Corsari (Cutthroat Island), regia di Renny Harlin (1995)
- Harriet, la spia (Harriet the Spy), regia di Bronwen Hughes (1996) (non accreditato)
- Amore e morte a Long Island (Love and Death on Long Island), regia di Richard Kwietniowski (1997)
- Il dolce domani (The Sweet Hereafter), regia di Atom Egoyan (1997)
- Chi pesca trova (Gone Fishin'), regia di Christopher Cain (1997) (non accreditato)
- Strip Search, regia di Rod Hewitt (1997)
- Pale Saints, regia di J.H. Wyman (1997)
- Una vita esagerata (A Life Less Ordinary), regia di Danny Boyle (1997)
- Un topolino sotto sfratto (Mouse Hunt), regia di Gore Verbinski (1997)
- Death by Dawn, regia di Giacomo Moncada (1998)
- La maschera di Zorro (The Mask of Zorro), regia di Martin Campbell (1998)
- Il diavolo dentro (Let the Devil Wear Black), regia di Stacy Title (1999)
- Entrapment, regia di Jon Amiel (1999)
- Touched, regia di Mort Ransen (1999)
- Mistery, Alaska, regia di Jay Roach (1999)
- Jacob Two Two Meets the Hooded Fang, regia di George Bloomfield (1999)
- What's Cooking?, regia di Gurinder Chadha (2000)
- L'arte della guerra (The Art of War), regia di Christian Duguay (2000)
- Bartleby, regia di Jonathan Parker (2001)
- Plan B, regia di Greg Yaitanes (2001)
- On Their Knees, regia di Anais Granofsky (2001)
- Past Perfect, regia di Daniel MacIvor (2002)
- The Wet Season, regia di Martha Ferguson - cortometraggio (2002)
- Hostage, regia di John Woo - cortometraggio (2002)
- La doppia vita di Mahowny (Owning Mahowny), regia di Richard Kwietniowski (2003)
- Porky Hospital (Intern Academy), regia di Dave Thomas (2004)
- Sugar, regia di John Palmer (2004)
- La diva Julia - Being Julia (Being Julia), regia di István Szabó (2004)
- Wilby Wonderful, regia di Daniel MacIvor (2004)
- False verità (Where the Truth Lies), regia di Atom Egoyan (2005)
- Heavens Fall, regia di Terry Green (2006)
- BoyGirl - Questione di… sesso (It's a Boy Girl Thing), regia di Nick Hurran (2006)
- Hooked on Speedman, regia di Michelle Ouellet (2008)
- Production Office, regia di Deborah Marks e Steve Solomos (2008)
- The Grift, regia di Ralph E. Portillo (2008)
- Blindness - Cecità (Blindness), regia di Fernando Meirelles (2008)
- Adoration, regia di Atom Egoyan (2008)
- Bull, regia di Kent Tessman (2008)
- Una stella in cucina (Cooking with Stella), regia di Dilip Mehta (2009)
- Il gioco dei soldi (Casino Jack), regia di George Hickenlooper (2010)
- Conduct Unbecoming, regia di Sidney J. Furie (2011) - postumo

### Televisione
- La corsa alla bomba (Race for the Bomb) – serie TV, 2 episodi (1987)
- Ai confini della realtà (The Twilight Zone) – serie TV, episodio 3x20 (1989)
- L'aurora boreale (Northern Lights), regia di Linda Yellen – film TV (1997)
- Giovanna D'Arco (Joan of Arc) – serie TV, 3 episodi (1999)
- Nero Wolfe (A Nero Wolfe Mystery) – serie TV, 20 episodi (2001-2002)

## Doppiatori italiani
Nelle versioni in italiano delle opere in cui ha recitato, Maury Chaykin è stato doppiato da:
- Renato Mori ne Il diavolo in blu, Corsari, Una vita esagerata, La maschera di Zorro, Mistery, Alaska
- Alessandro Rossi in La corsa alla bomba, Eroe per caso
- Giorgio Lopez in Giovanna D'Arco, False verità
- Angelo Nicotra in Entrapment, Boygirl - Questione di... sesso
- Sandro Sardone in Fuga d'inverno
- Paolo Buglioni in Harry & Son
- Claudio Fattoretto ne I gemelli
- Sergio Graziani in Ladro e gentiluomo
- Cesare Barbetti in Balla coi lupi[2]
- Maurizio Mattioli in Mio cugino Vincenzo
- Massimo Corvo in Camilla
- Franco Chillemi ne Il dolce domani
- Vittorio Amandola in Un topolino sotto sfratto
- Vittorio Di Prima ne L'arte della guerra
- Bruno Alessandro in CSI - Scena del crimine
- Pietro Biondi in Nero Wolfe
- Giovanni Petrucci ne La doppia vita di Mahowny
- Paolo Marchese in Blindness - Cecità
- Dante Biagioni ne Il gioco dei soldi